# 바더 마인호프
《바더 마인호프》(Der Baader Meinhof Komplex)는 울리 에델이 감독을 맡은 2008년 독일 영화로 베른트 아이힝거가 제작과 각본을 맡았다. 슈테판 아우스트가 쓴 동명의 독일에서 가장 많이 팔린 비소설 책을 바탕으로, 제2차 세계 대전이후 서독에서 가장 활동적이고 유명했던 좌익 테러리스트 그룹 적군파(Rote Armee Fraktion, RAF)를 다루고 있다.

## 출연

### 주연
- 마르티나 게덱
- 모리츠 블라이브트로이

### 조연
- 조한나 워카렉
- 나디아 울
- 잔 조세프 리퍼스
- 스티페 에르체그
- 닐스-브루노 슈미트
- 빈젠즈 키퍼
- 알렉산드라 마리아 라라
- 한나 헤르츠스프룽
- 톰 쉴링
- 세바스티안 블롬베르그
- 헤이노 페르치
- 브루노 간츠
- 한스 베르너 메이어
- 카타리나 바케르나겔
- 안나 탈바히
- 볼커 브루흐
- 토마스 디엠
- 야스민 타바타바이
- 게랄드 알렉산더 헬드
- 마이클 귀스덱
- 베른 스테그만
- 허버트 뮬저
- 애니카 쿨
- 패트릭 본 블루메
- 산드라 보그만
- 마이클 쉔크
- 요하네스 슘
- 마틴 글레이드
- 니나 아이킨거
- 수니 멜레스
- 카를로 류벡
- 요아힘 파울 아스뷰크
- 커스틴 블록
- 안드레아스 보르쉐르딩
- 파라 여왕
- 안드레아스 하슬링어
- 제너 혼젝
- 노버트 후름
- 조나스 레일만
- 알렉산더 뮐러
- 요르그 퍼쉬케
- 세바스찬 루거
- 토쉬코 사보브
- 피터 슈나이더
- 안드레아스 슈마허
- 안드레아스 토비아스
- 바네사 위더윌트
- 조엘 크로스
- 브리타 하멜스테인

## 기타
- 원작자: 스테판 아우스트
- 공동제작: 마뉴엘 쿠오텐목 맬레
- 미술: 베른트 레펠
- 의상: 버짓 미살
- 배역: 안 도르테 브라커